# Хургада
Хурга́да (также Эль-Гурдака, Эль-Хардага, араб. الغردقة‎ — произносится как [el ɣæɾˈdæʔæ] — Эль-Гарда́ка) — город на востоке Египта, расположен в африканской части Египта. Расположен на западном побережье Красного моря, на 400 км юго-восточнее Каира. Является административным центром одной из 27 египетских провинций — мухафазы Красное Море. Численность населения города в 2018 году составляла 400 000 человек. Является туристическим центром на Красном море.
Расстояние от Каира по автодороге составляет 451 км, время в пути — 6 часов. Протяжённость авиатрассы — 400 км, время в пути — 1 час. Город обслуживается международным аэропортом Хургады с регулярными пассажирскими перевозками, соединяющим с Каиром и имеющим прямые рейсы в несколько городов в Европе. Новый терминал был открыт в 2015 году с учётом роста трафика.

## Название
Своё имя город получил от арабского названия растения, произрастающего в этой местности — селитрянки (араб. غردق‎, ғардак). Русское название Хургада заимствовано из англ. Hurghada, происходящего от варианта названия того же растения (араб. غرقد‎ ғаркад). Кустарник гаркад упоминается в хадисе о том, что Судный день не настанет, пока мусульмане не сразятся с иудеями, в котором селитрянка названа «иудейским деревом».

## История
Хургада, возникнув в 1905 году как рыбацкая деревня на берегу Красного моря, с открытием в 1913 году поблизости нефтяного месторождения, стала с начала 1920-х годов вахтовым посёлком британских нефтяных компаний. В правление Фарука I здесь был создан рекреационный центр, но после насеровского переворота посёлок был отдан военным. Лишь после войны на истощение Хургада начала трансформироваться из военной зоны в процветающее место отдыха.
В 1978 году новоназначенный губернатор провинции Красного Моря генерал-майор Юсеф Афифи (англ. Youssef Affifi) приступил к экономическим преобразованиям. Ему удалось пролоббировать местное законодательство о рыболовстве таким образом, что ловить рыбу в Хургаде стало выгодно: рынок был ограждён от крупных рыболовецких компаний из Каира и Александрии. Кроме того, был создан благоприятный инвестиционный климат. С 1980 года город активно развивается благодаря египетским и иностранным инвестициям. Ключевым инвестором в то время был египетский мультимиллионер Мохамади Ховайдак (англ. Mohamady Howaidak), которого египтяне называют отцом Хургады. Ховайдак встретился с инструктором по дайвингу миллионером из ФРГ Фалько Энгельхардом (нем. Falco Engelhard), который убедил его в том, что всегда тёплое Красное море, жара и почти всегда ясное небо помогут за десятилетие превратить небольшой посёлок в крупнейший город-курорт мирового значения.
Энгельхард снял небольшой дом в Хургаде и переделал его в отель для дайверов. Этот первый отель был заполнен всегда. Отельные сети отреагировали быстро — и открыли ещё два отеля: Sheraton и Magawish (последний входил в сеть Club Méditerranée). Ховайдак договорился с отельерами и губернатором Афифи и получил землю рядом с этими первыми отелями для постройки бассейнов, спортплощадок и пляжей, то есть превратил просто отели в курортные ризорты. Летом 1983 года Хургада объявила себя вновь открывшимся городом-курортом. В декабре 1984 года открывается очередной отель нового владельца — Giftun Village, а вслед за ним в городе начинается бум строительства отелей.
На 2023 год в Хургаде находится резиденция губернатора провинции, правительство провинции, небольшой порт и база береговой охраны ВМС Египта, несколько колледжей, современная библиотека, суд провинции; рядом с городом — военная база РЛС.

## Районы
Город Хургада протянулся на 36 километров вдоль побережья, однако вглубь окружающей его пустыни он простирается не столь далеко. На 2023 год город Хургада насчитывает 499 500 жителей и разделяется на:
- Эль-Ахйа, Эль-Хелал (окрестности, районы), северную часть;
- Эд-Дахар (центр), старый город;
- Саккала (строительные леса, мостки), центр города;
- Эль-Каусар, современную часть;
- Эль-Мамша (деревенская дорога), пешеходную дорогу протяжённостью более 4 км.

Вдоль Эль-Мамша расположено множество новых отелей Хургады. В Дахаре находятся городской традиционный базар, почтовое отделение и междугородная автобусная станция, ходят маршрутки и автобусы.

## Население
| 1986   | 1996    | 2023     |
| ------ | ------- | -------- |
| 22 801 | ↗60 085 | ↗214 247 |

## Климат
Климат Хургады, так же, как и всего Египта — тропический пустынный. Осадков никогда не бывает летом и практически не бывает зимой (в год выпадает 5 мм осадков); крайне редко, но выпадает снег.
Лето в Хургаде чрезвычайно жаркое: средняя температура августа (самого жаркого месяца) составляет +31,8 °C. Средняя температура января — +16,4 °С, купальный сезон длится почти весь год, кроме зимних месяцев. Погода всегда ясная в летние месяцы и преимущественно ясная в зимние месяцы.
|  | 22 °C | 21 °C | 21 °C | 22 °C | 24 °C | 26 °C | 27 °C | 28 °C | 27 °C | 26 °C | 25 °C | 23 °C |
|  | Янв.  | Фев.  | Март  | Апр.  | Май   | Июнь  | Июль  | Авг.  | Сен.  | Окт.  | Нояб. | Дек.  |

| Показатель                    | Янв. | Фев. | Март | Апр. | Май  | Июнь | Июль | Авг. | Сен. | Окт. | Нояб. | Дек. | Год  |
| ----------------------------- | ---- | ---- | ---- | ---- | ---- | ---- | ---- | ---- | ---- | ---- | ----- | ---- | ---- |
| Абсолютный максимум, °C       | 31,9 | 33,7 | 37,8 | 41,4 | 42,6 | 46,0 | 44,0 | 42,3 | 41,4 | 39,6 | 35,3  | 33,8 | 46,0 |
| Средний суточный максимум, °C | 21,8 | 22,7 | 25,4 | 29,2 | 32,9 | 35,5 | 36,7 | 36,8 | 34,6 | 31,6 | 27,4  | 23,4 | 29,8 |
| Средняя температура, °C       | 16,4 | 17,3 | 20,0 | 23,8 | 27,6 | 30,4 | 31,6 | 31,8 | 29,7 | 26,4 | 21,9  | 17,9 | 23,4 |
| Средний суточный минимум, °C  | 11,7 | 12,2 | 14,8 | 18,4 | 22,5 | 25,8 | 27,5 | 27,6 | 25,2 | 22,0 | 17,5  | 13,3 | 19,9 |
| Абсолютный минимум, °C        | 6,0  | 4,4  | 9,0  | 11,6 | 16,0 | 17,4 | 21,0 | 22,6 | 19,5 | 15,9 | 11,0  | 5,8  | 4,4  |
| Норма осадков, мм             | 0,4  | 0,02 | 0,3  | 1,0  | 0,01 | 0,0  | 0,0  | 0,0  | 0,0  | 0,6  | 2,0   | 0,9  | 5,23 |
| Источник: pogodaiklimat.ru    |      |      |      |      |      |      |      |      |      |      |       |      |      |

## Достопримечательности
Основными достопримечательностями города являются центральная мечеть Абдульхасана Эльшази, коптская церковь святого Синуфия (Шенуте), аквариум. Все это находится в пределах Старого города (район Дахар).
Неподалёку от порта располагается комплекс «Нью Марина» (см. марина), совмещающий в себе стоянку яхт и центр развлечений. Вдоль набережной расположены кафе, рестораны и магазины, действует аттракцион «Вертикальный взлёт». Большинство ресторанов имеет столики под открытым небом, защищённые от солнца тентами и зонтами.
В южной части Хургады находится дворец «Тысяча и одна ночь», построенный в стиле восточного Диснейленда, где каждый вечер проходят театрализованные представления на темы жизни в Египте в эпоху фараонов.
Район Дахар также считается старым городом в Хургаде. Здесь можно увидеть восточный базар с типичными магазинами сувениров и исторические здания[какие?].
Маленький аквариум находится возле госпиталя в Северном районе ад-Дахар. Помимо живых рыб и водных животных, посетители аквариума могут увидеть и чучела.
Гавань Новая Марина была открыта в июне 2008 года, она находится в районе Sekalla (высота мечети на Шератон-Роуд). На 120 тысячах м² расположены 100 универсальных магазинов, пунктов общественного питания, а также магазины, предлагающие одежду, другие товары и услуги. Из порта Хургады в Шарм-эш-Шейх отправляются корабли и катера. Экскурсионные поездки на автобусе по достопримечательностям в долине Нила, в Луксор/Карнак и в Каир отправляются из всех отелей.
К западу от Хургады тянется Аравийская пустыня. Однодневные экскурсии дают возможность посетить песчаные дюны и деревни бедуинов, покататься на верблюдах и квадроциклах.
В пустыне, примерно в 12 км от Хургады, возвышается вторая по высоте гора страны и наивысшая точка африканского Египта, вершина  Шаиб-эль-Банат  (2187 м).

## Курортная инфраструктура
Хургада является одним из популярных курортов на Красном море.
Курорт является местом отдыха для египетских туристов из Каира, Дельты и Верхнего Египта, а также туристов из Европы.
Основная ориентация — пляжный отдых, а также экскурсионные и развлекательные туры.
Главные экскурсии по древнеегипетским древностям: в Каир (к пирамидам Гизы), в Луксор. Морские прогулки сопровождаются купанием среди коралловых рифов, дайвингом. Возможны также поездки на верблюдах или квадроциклах по пустыне.
Отели для туристов расположены по всей территории Хургады. Гостиницы имеют разный класс (количество звёзд). Бывают как комплексы с большой территорией, окружённые стенами и примыкающие к морю, так и простые отели в пределах города.
Местные пляжи — в основном обычные, песчаные, без кораллов; частично живые коралловые рифы встречаются в основном на севере Хургады, в районе отелей Zahabia Beach, Arabella Azur; на юге — в районе отеля Coral Beach Resort, комплекса Golden Five и других гостиниц.
Также в Хургаде на территории отелей расположены три огромных аквапарка — «Джангл-парк», «Синдбад» и «Титаник».
В связи с авиационным терактом 31 октября 2015 года в Хургаду и Шарм-эш-Шейх были запрещены полёты российских гражданских самолётов.
Авиасообщение с Россией восстановлено с августа 2021 года.

## Спорт
Хургада является международным центром для любителей водных видов спорта, таких как: виндсёрфинг, кайтинг, глубоководная рыбалка, плавание, всевозможные виды снорклинга и дайвинга, а также морские прогулки под парусами.
Большое количество дайвинг-центров в Хургаде даёт свободу выбора по территориальному и иному признакам.
С 2024 года в Хургаде проводится международный шахматный турнир Hurghada Open. Победителем первого турнира стал Сайед Баракат Хасан.
В октябре 2024 года Хургада будет принимать Кубок африканских наций по пляжному футболу.

## Галерея
- В аэропорту Хургады
- Красное море в Хургаде
- Пустынный пейзаж Хургады
- Улица в Хургаде